# 長短祭／神明、佛祖
《長短祭／神明、佛祖》（長く短い祭/神様、仏様，Nagaku Mijikai Matsuri/Kamisama, Hotokesama；No Verão, as Noites / God, nor Buddha）是日本音樂家椎名林檎的第十五張單曲，由Virgin Records於2015年8月5日發行。在跨業合作部分，歌曲「長短祭」是日本可口可樂2015夏季廣告曲，而歌曲「神明、佛祖」則是日本au手機‘isai vivid’的廣告曲。本張單曲為初回限定生產，特典為「椎名林檎與那些傢伙的 百鬼夜行2015 先行抽選門票卷封入」。
在單曲銷售成績方面，本張單曲在日本Oricon銷售榜上最高位居單週第6名，名列2015年年度銷售榜第196位。歌曲「長短祭」在日本告示牌所公布的告示牌百強單曲榜中，最高曾名列單週第2名、2015年年度銷售榜第37位。而在日本iTunes所公布的iTunes Store銷售榜中，最高曾名列單週第1名、2015年年度銷售榜第17位。在銷售認證上，歌曲「長短祭」的數位下載突破10萬次，並於2015年9月通過日本唱片協會認定為金唱片。最後，歌曲「神明、佛祖」在日本告示牌所公布的告示牌百強單曲榜中，最高曾名列單週第38名。

## 單曲概要
《長短祭／神明、佛祖》是椎名林檎繼2014年6月發表《NIPPON》後，睽違一年的新單曲，同時「長短祭」是日本可口可樂2015夏季廣告曲，「神明、佛祖」則是日本au手機‘isai vivid’的廣告曲。
「長短祭」這首歌曲是椎名林檎和東京事變吉他手浮雲一起二重唱的歌曲，同時也是椎名林檎第一次使用Auto-Tune這樣的軟體當作效果器，再配合管樂器和鋼琴的伴奏，所創作出歌曲風格類似巴西音樂的舞曲。而「神明、佛祖」這首歌曲則是椎名林檎和向井秀德（ZAZEN BOYS）一起合作的歌曲，向井秀德在歌曲中參與饒舌的演出。單曲唱片封面的構想則來自於日本東北三大祭之一的青森睡魔祭，2014年在青森睡魔祭獲得知事獎及最優秀製作者獎的青森菱友會的作品「大間的天妃神 千里眼與哪吒」。
因為樂壇反應熱烈的緣故，椎名林檎第三度參加NHK紅白歌合戰，表演主軸為「長短祭 ～這裡是地獄還是天堂編～」。在紅白歌合戰的舞台上，椎名林檎身穿和服接連演唱「神明、佛祖」及「長短祭」兩首歌曲，並營造出一種詭局且復古味十足的氛圍，配合獵奇的舞步、樂團的演奏及背後的煙火投影，讓整個會場充滿祭典感。
在單曲發售時程上，最早於2015年5月29日發表椎名林檎的新作品「神明、佛祖」將成為au手機‘isai vivid’的廣告曲。到了06月26日則發表椎名林檎的新作品「長短祭」將成為日本可口可樂2015夏季廣告曲。在07月10日則開始接受歌曲「長短祭」數位下載的服務。07月31日不但在影音網站Youtube上提供音樂視聽的服務，同時也開始接受兩首曲目數位下載的服務。而日本在08月5日發行單曲，台灣則是在08月7日發售台壓版。
最後，在單曲銷售成績方面，本張單曲在發行當週以2.7萬張的銷售量在日本Oricon銷售榜上位居第6名，總計在Oriocn銷售榜上榜4週，累積銷售達3.4萬張，名列2015年年度銷售榜第196位。歌曲「長短祭」在日本告示牌所公布的告示牌百強單曲榜中，最高曾名列單週第2名、2015年年度銷售榜第37位。而在日本iTunes所公布的iTunes Store銷售榜中，最高曾名列單週第1名、2015年年度銷售榜第17位。累積歌曲「長短祭」的數位下載突破10萬次，並分別在2015年9月通過日本唱片協會認定為金唱片。最後，歌曲「神明、佛祖」在日本告示牌所公布的告示牌百強單曲榜中，最高曾名列單週第38名。

### 音樂錄影帶
歌曲「長短祭」和「神明、佛祖」音樂錄影帶的導演是兒玉裕一。在「長短祭」的音樂錄影帶中，透過描繪出挫折的女傑如何成長的影片，展現出女性最美的時刻，而在這樣的影片中，各種播放介面都出現椎名林檎和浮雲一起上演了二重唱的影片，就像是音樂錄影帶中的播放影片又再撥放音樂錄影帶。而在「神明、佛祖」的音樂錄影帶中，參與歌曲演出的樂團在音樂錄影帶中穿著和服演奏歌曲，並上演「百鬼夜行」般的夏日夜晚妖怪大遊行。

### 獲獎紀錄
MTV日本音樂錄影帶大獎
- （2015）－BEST FEMALE VIDEO－《長短祭》（提名）

### 廣告主題曲
- 「長短祭」

（可口可樂）‘2015夏季廣告’主題曲
- 「神明、佛祖」

（三洋電機）au手機‘au isai vivid’廣告主題曲

## 曲目
| 椎名林檎【長短祭／神明、佛祖】 | 椎名林檎【長短祭／神明、佛祖】 | 椎名林檎【長短祭／神明、佛祖】 | 椎名林檎【長短祭／神明、佛祖】 | 椎名林檎【長短祭／神明、佛祖】 | 椎名林檎【長短祭／神明、佛祖】 |
| 曲序                           | 曲目                           |                                | 作曲                           | 編曲                           | 时长                           |
| ------------------------------ | ------------------------------ | ------------------------------ | ------------------------------ | ------------------------------ | ------------------------------ |
| 1.                             | 長短祭                         | 椎名林檎                       | 椎名林檎                       | 椎名林檎, 村田陽一             | 4:09                           |
| 2.                             | 神明、佛祖                     | 椎名林檎, 向井秀徳             | 椎名林檎                       | 椎名林檎, 村田陽一             | 3:39                           |
| 总时长：                       | 总时长：                       | 总时长：                       | 总时长：                       | 总时长：                       | 7:48                           |

### 曲目介紹
1. 長短祭（日语：長く短い祭）
  - 無收錄於專輯

1. 神明、佛祖（日语：神様、仏様）
  - 無收錄於專輯

## 演出人員及後製
| 長短祭 後製人員 | 神明、佛祖 |

## 銷售排行

### Oricon 銷售榜(日本)
《長短祭／神明、佛祖》於08月5日發行單曲。發行首週，在日本公信榜Oricon的單曲榜2015年8月第1週付的榜單中以26,949張銷售量居單週第六名。同週冠軍是銷售量突破25萬大關的關西傑尼斯8的「向前Scream!」，第二、三名分別是DANCE EARTH PARTY的「BEAUTIFUL NAME」、Super Junior-K.R.Y.的「Join Hands」兩張單曲。總計《長短祭／神明、佛祖》總共在日本公信榜Oricon的單曲榜上榜4週，累積銷售達3.4萬張。同時在2015年年銷售榜中，《長短祭／神明、佛祖》以3.4萬張銷售量居全年第196名。
| 名稱                            | Oricon銷售榜 | 初登場 | 初登場 | 最高  | 最高   | 總銷售量 | 累積上榜次數 |
| 名稱                            | Oricon銷售榜 | 排 行  | 銷售量 | 排 行 | 銷售量 | 總銷售量 | 累積上榜次數 |
| ------------------------------- | ------------ | ------ | ------ | ----- | ------ | -------- | ------------ |
| 2015年8月5日 長短祭／神明、佛祖 | 週銷售排行榜 | #6     | 26,949 | #6    | 26,949 | 34,438   | 4週          |
| 2015年8月5日 長短祭／神明、佛祖 | 月銷售排行榜 | #15    | 34,438 | #15   | 34,438 | 34,438   | 4週          |
| 2015年8月5日 長短祭／神明、佛祖 | 年銷售排行榜 | #196   | 34,438 | #196  | 34,438 | 34,438   | 4週          |

### 其他銷售榜
| 排行榜名稱                                 | 最高排名 |
| ------------------------------------------ | -------- |
| (日本) Soundscan：CD Single Top 20         | #16      |
| (日本) CDTV Top 100                        | #6       |
| (日本) 告示牌百強單曲榜(長短祭)            | #2       |
| (日本) 告示牌百強單曲年榜 (年榜)(長短祭)   | #37      |
| (日本) 告示牌百強單曲榜(神明、佛祖)        | #38      |
| (日本) iTunes Store銷售榜(長短祭)          | #1       |
| (日本) iTunes Store銷售年榜 (年榜)(長短祭) | #17      |

### 銷售認證
| 認證單位              | 銷量             |
| --------------------- | ---------------- |
| (日本) RIAJ：數位下載 | 金唱片 (100,000) |

## 發行歷史
| 國家 | 發行日期      | 發行形式            | 唱片公司     | 商品編號   |
| ---- | ------------- | ------------------- | ------------ | ---------- |
| 日本 | 2015年7月10日 | 數位下載(長短祭1曲) | Virgin Music | -          |
| 韓國 | 2015年7月10日 | 數位下載(長短祭1曲) | 韓國環球音樂 | -          |
| 日本 | 2015年7月31日 | 數位下載            | Virgin Music | -          |
| 韓國 | 2015年7月31日 | 數位下載            | 韓國環球音樂 | -          |
| 日本 | 2015年8月5日  | CD                  | Virgin Music | UPCH-89233 |
| 台灣 | 2015年8月7日  | CD(台壓盤)          | 台灣環球音樂 | 0660826    |

## 宣傳行程
| 類型   | 日期            | 名稱                                 |
| ------ | --------------- | ------------------------------------ |
| 演唱會 | 2015/08/16      | 椎名林檎（生）林檎博'15 －垂涎三尺－ |
| 演唱會 | 2015/10-2015/12 | 椎名林檎與那些傢伙的 百鬼夜行2015    |
| 電視   | 2015/07/31      | 【朝日電視台】MUSIC STATION          |
| 電視   | 2015/12/31      | 【NHK】第66回NHK紅白歌唱大賽         |

## 脚注